# Народне господарство
Наро́дне господáрство (нім. Volkswirtschaft)  — економічний термін радянського часу, який використовується для позначення сукупності галузей і сфер виробництва, споживання та обміну.
У ширшому значенні — це історично обумовлена сукупність галузей виробництва даної країни, взаємопов'язаних між собою поділом праці.
В сучасному економічному законодавстві України більш уживаними є терміни «економіка України», «національне господарство».